# 沢竜二
沢 竜二（さわ りゅうじ、1935年11月19日 - 2025年5月21日）は、大衆演劇を中心に活動した俳優、歌手。本名、酒井勲。
福岡県福岡市生まれ。久留米市立南筑高等学校中退。血液型はA型。

## 生涯
『真正女澤正（おんなさわしょう）』の異名をとった酒井マサ子の子として巡業中の楽屋で生まれ、彼女が率いる旅芝居一座「女澤正一座」の一員として4歳から九州各地を巡業。1954年に母から座長を受け継いで「沢竜二一座」を結成したが、1964年に一座を一度解散して上京、船村徹に師事。歌手として芽が出ない中、俳優として活路を見出す。その後は一座を東京で再結成、アメリカでも公演を行う。
弟子を多く育成。弟子の一人に映画監督、脚本家、役者の三天屋多嘉雄がいる。
2025年5月21日、心不全のため東京都足立区の病院で死去。89歳没。

## 出演

### 映画
- トラック野郎・天下御免（1976年、東映） - 運転手・ボロ松
- トラック野郎・一番星北へ帰る（1978年、東映） - 花巻病院医師・水谷
- 瀬戸内少年野球団（1984年、日本ヘラルド） - 池田新太郎
- 旅芝居行進曲（1984年、松竹） - 原案・脚本、松本千之介
- 陽炎（1991年、松竹）
- やくざ道入門（1994年、バンダイビジュアル）
- 邯鄲の夢 三重芝居と四人の役者（2023年、ギグリーボックス） - 沢田座長

### テレビドラマ
- 大河ドラマ（NHK）
  - 風と雲と虹と（1976年） - 季重
  - おんな太閤記（1981年） - 勘造
- 女たちの忠臣蔵（1979年、TBS） - 堀部安兵衛
- 日本名作怪談劇場 第12回「怪談 奥州安達ヶ原」（1979年、12ch / 歌舞伎座テレビ） - 虫兵ヱ
- 伝七捕物帳 第20話「大さわぎ伝七長屋」（1979年、ANB / 歌舞伎座テレビ） - 金六
- 森繁久彌のおやじは熟年 第4話「旅役者天童竹三郎」（1981年、ANB） - 天童松太郎
- 木曜ゴールデンドラマ / 主婦、逃避行（1985年、YTV / 松竹）
- ただいま絶好調! 第2話「旅芝居ロック一座」（1985年） - 澤村菊次郎
- 銭形平次 第35話「八五郎勝負!」（1987年、NTV / ユニオン映画） ※風間杜夫版
- 将軍家光忍び旅 （ANB / 東映）
  - 第1シリーズ 第9話「心優しい暗殺者」（1990年） - 藤巻猪十郎
  - 第2シリーズ 第11話「復讐を誓うかりそめの親娘」（1992-93年） - 常盤屋半兵衛 (阿修羅の半兵衛)
- 銭形平次 第1シリーズ 第8話「証言の秘密」（1991年、CX / 東映） - 十助 ※北大路欣也版
- 鬼平犯科帳 第2シリーズ 第14話「夜狐」（1991年、CX / 松竹） - 井坂孫兵衛
- 暴れん坊将軍シリーズ（ANB / 東映）
  - 暴れん坊将軍III
    - 第90話「花嫁の父は殺人者!?」（1989年） - 松永伊十郎
    - 第97話 SP「将軍琉球へ渡る 天下分け目の決闘」（1990年） - 金城貢

  - 暴れん坊将軍IV
    - 第1話 SP「ご生母、謎の失踪! 吉宗、江戸城決戦春一番!!」（1991年） - 月見半兵衛
    - 第32話「将軍暗殺! 女豹が飛んだ」（1991年） - 八田軍兵衛
    - 第52話「剣鬼が走る! 江戸の闇」（1992年） - 月形呂久平

  - 暴れん坊将軍V SP「おんな盗賊の恋、吉宗にしかけられた天下の大陰謀」（1993年） - 稲場長門守
  - 暴れん坊将軍XII 第3話「老盗賊の復讐! 捨てられた千両箱の謎」（2002年）　- 弥兵衛（ホトトギスの弥助）
- ナショナル劇場（TBS / C.A.L）
  - 大岡越前
    - 第12部 第16話「十手を持った無法者」（1992年2月3日） - 玄次
    - 第13部 第3話「恐怖!島抜けの凶賊」（1992年11月30日） - 権造

  - 水戸黄門
    - 第22部 第6話「嘘で悟った女房の真心 -浜松-」（1993年6月21日） - 引馬の大次郎
    - 第23部 第29話「葵の印籠が盗まれた!? -宇和島-」（1995年2月27日） - 九郎兵衛
    - 第24部 第1話～第2話、第8話、第13話～第14話（1995年） - 阿修羅の玄鬼
    - 第27部 第30話「旅の終わりの危機一髪 -江戸-」（1999年10月18日） - 荒木田の万蔵
    - 第29部 第21話「許せ! 妻よ、友よ -新潟-」（2001年8月20日） - 岩造
    - 第31部 第17話「民をあざむく仮面の怪人 -備中松山-」（2003年2月17日） - 佐久間監物
    - 第32部 第17話「老公を叱った娘漁師 -磐城-」（2003年12月8日） - 大隅主膳
    - 第34部 第2話「頑固な母がついた嘘 -岩城-」（2005年1月17日） - 大前左馬之助
    - 第37部 第12話「剣では得られぬ宝物 -十和田-」（2007年6月25日） - 丹羽平左衛門

  - 江戸を斬るVIII 第17話「仮面の下で笑う奴」（1994年5月23日） - 道玄検校
  - 水戸黄門外伝 かげろう忍法帖
    - 第1話「世の悪人輩よ覚悟しな!女は怖いぞくノ一忍法 -大和・郡山-」（1995年5月22日） - 宇陀羅坊
    - 第13話「悪党共よ夢を見ろ -松山-」（1995年8月14日） - 谷本陣右衛門
- 御家人斬九郎 第3シリーズ 第5話「馬の脚」（1997年、CX / 映像京都） - 月形弁天丸
- 土曜ワイド劇場 / みちのく紅花街道殺人事件（2003年、EX） - 野村信吉
- 土曜ワイド劇場 / 家政婦は見た！＃12（2003年、EX） - 黒川伝六

### バラエティ
- 痛快なりゆき番組 風雲!たけし城スペシャル TBS系（1987年）※第41回で沢竜二一座チームを率いて出場。

### CM
- 武富士（1980年代） ※「名作劇場」と銘打った時代劇パロディシリーズにて主演。

## レコード
- 『孤独』（作詞：柴田錬三郎 /作曲：関野幾生 / 編曲：小山恭弘、クラウンレコード） - 『眠狂四郎』（1972年、関西テレビ放送主題歌）